# Tabanus xanthomelas
Tabanus xanthomelas är en tvåvingeart som beskrevs av Asuten 1912. Tabanus xanthomelas ingår i släktet Tabanus och familjen bromsar. Inga underarter finns listade i Catalogue of Life.